# بنتوسان متعدد الكبريتات
بنتوسان بولى سلفات PPS) Pentosan polysulfate) يباع تحت اسم Cartrophen Vet من قبل شركة بيوفارم أستراليا Biopharm Australia لعلاج تاكل الغضاريف (Osteoarthritis) في الكلاب والخيول.